# Scouse
Scouse – dialekt i akcent języka angielskiego używany w hrabstwie Merseyside. Zasięg dialektu rośnie. Nazwa dialektu wywodzi się od słowa „lobscouse”, które to oznacza rybną potrawę jednogarnkową jedzoną przez marynarzy i biednych mieszkańców Liverpoolu.